# Damnation (videogioco)
Damnation è un  videogioco sparatutto fantascientifico per Xbox 360, PlayStation 3 e Microsoft Windows, creato da Blue Omega Entertainment, Point of Wiew, Inc. e Liquid Development è pubblicato da Codemasters. Il gioco è ambientato in una storia alternativa, in cui durante la guerra civile americana un terribile industriale e signore della guerra conquista gli Stati Uniti d'America con potenti macchine da combattimento (treni, dirigibili, robot, cannoni e soldati con fucili d'assalto). Un gruppo di ribelli, tuttavia, gli si oppone nel tentativo di liberare la nazione dalla sua presa.

## Trama
Il gioco è ambientato in una versione alternativa della storia degli Stati Uniti, ove la guerra civile americana si estende per diversi decenni con una tecnologia steampunk altamente avanzata guida il grande progresso tecnologico, invece dei motori a combustione, negli Stati Uniti.  Ciò si traduce nell'introduzione di tecnologie altamente avanzate come veicoli a vapore, macchine da guerra o robot.  Durante la guerra, Thomas Edison e Nikola Tesla furono accusati di sedizione, che consente a un geniale inventore di nome Prescott con la sua società PSI di diventare fornitori esclusivi di armi al governo degli Stati Uniti. Le armi avanzate di Prescott consentono alla Guerra Civile di volgere al termine, ma Prescott ha pianificato di rovesciare il governo degli Stati Uniti e trasformare gli Stati Uniti in un impero americano per governare il mondo. Diversi anni dopo la fine della sanguinosa guerra civile americana, l'industriale Prescott rovescia l'amministrazione del presidente Abraham Lincoln e instaura una dittatura.  Diversi gruppi scissionisti dell'esercito americano, guidati principalmente dal capitano Hamilton Rourke, formano un movimento di resistenza contro Prescott. Durante le avventure di Rourke, lavora con o contro un certo numero di personaggi, tra cui Yakecan, un alleato e guaritore indiano, Jack, uno scienziato per il nemico, e il professor Winslow, il padre di Jack.  Lavora anche con uno sciamano di nome Akahando contro le forze di Prescott. L'esercito della Resistenza sta combattendo il PSI, guidato dal comandante Selina, su un ponte in una città deserta chiamata Arrowtree.  Hamilton e il suo gruppo si fanno strada attraverso la città fino al ponte e lo distruggono.  PSI utilizza quindi un carro armato specializzato per colmare il divario con binari speciali e continuare a combattere.  Mentre scappano, il Professore viene catturato e gli altri si ritirano sul loro dirigibile, il Corsair.  Quindi il fratello di Yakecan, Akhahandro, dice loro che Prescott sta violentando la terra delle sue risorse per creare "Siero", il che rende i suoi soldati a combattere più duramente. Il gruppo parte per salvare il Professore con l'aiuto dei loro nuovi poteri che consentono loro di vedere i nemici prima che li vedano. Il gruppo atterra a Boom Town, dove i cittadini sono pazzi per il siero. Erano minatori prima che Prescott infettasse il loro approvvigionamento idrico e li rendesse assetati di sangue. Si fanno strada e si incontrano con il nemico ferito Jack, che sembra essere la figlia del Professore, la prendono e lui le ripara il braccio. Ma lei scappa su un aereo e il gruppo la insegue ma viene abbattuto dalle truppe di Selina. Prescott cattura Akahando e lo costringe a usare i suoi poteri per vedere il futuro.  Hamilton si fa strada attraverso il resto della città e trova Selina che tenta di ucciderli con una torretta, ma Jack arriva e li aiuta a combattere.  Sconfiggono Selina e scappano e Jack scopre le vere intenzioni di Prescott sul dominio.  Selina è sopravvissuta e se ne va con Hamilton che lo insegue in modo che possa trovare il suo amore scomparso Daydon.  Lui e Jack raggiungono un antico sito in rovina e trovano Selina e lo sconosciuto incappucciato che si trasforma in un Daydon trasformato e torturato che implora Hamilton di porre fine alla sua vita.  Combattono e Daydon viene sconfitto ma Selina scappa.  L'esercito del PSI attacca Terra Verte.  Hamilton arriva nella città dove lui e il suo gruppo combattono per liberare la città.  Combattono di nuovo con Selina, che finisce con Jack che la annega in una fontana.  Attivano il sistema di difesa dall'acqua della città che apre le porte dell'acqua e annega le forze d'invasione nell'acqua di mare.  Il gruppo si infiltra nel quartier generale di Prescott e inizia la battaglia finale.  Prescott rivela la sua potente arma, un mech, e combatte Hamilton.  Hamilton distrugge il mech ma Prescott solleva la macchina e la getta via dopo aver preso una grande dose del proprio siero.  Quindi cerca di uccidere Hamilton. Hamilton sconfigge Prescott e il suo cadavere si trasforma in cenere. Il gruppo salva Akahando e se ne va nel loro dirigibile, ponendo finalmente fine al regno del terrore di Prescott e portando la pace in America.